# Dávinson Sánchez
Dávinson Sánchez Mina (født 12. juni 1996) er en colombiansk professionel fodboldspiller, som spiller for Süper Lig-klubben Galatasaray og Colombias landshold.